# Agence pour les Affaires culturelles

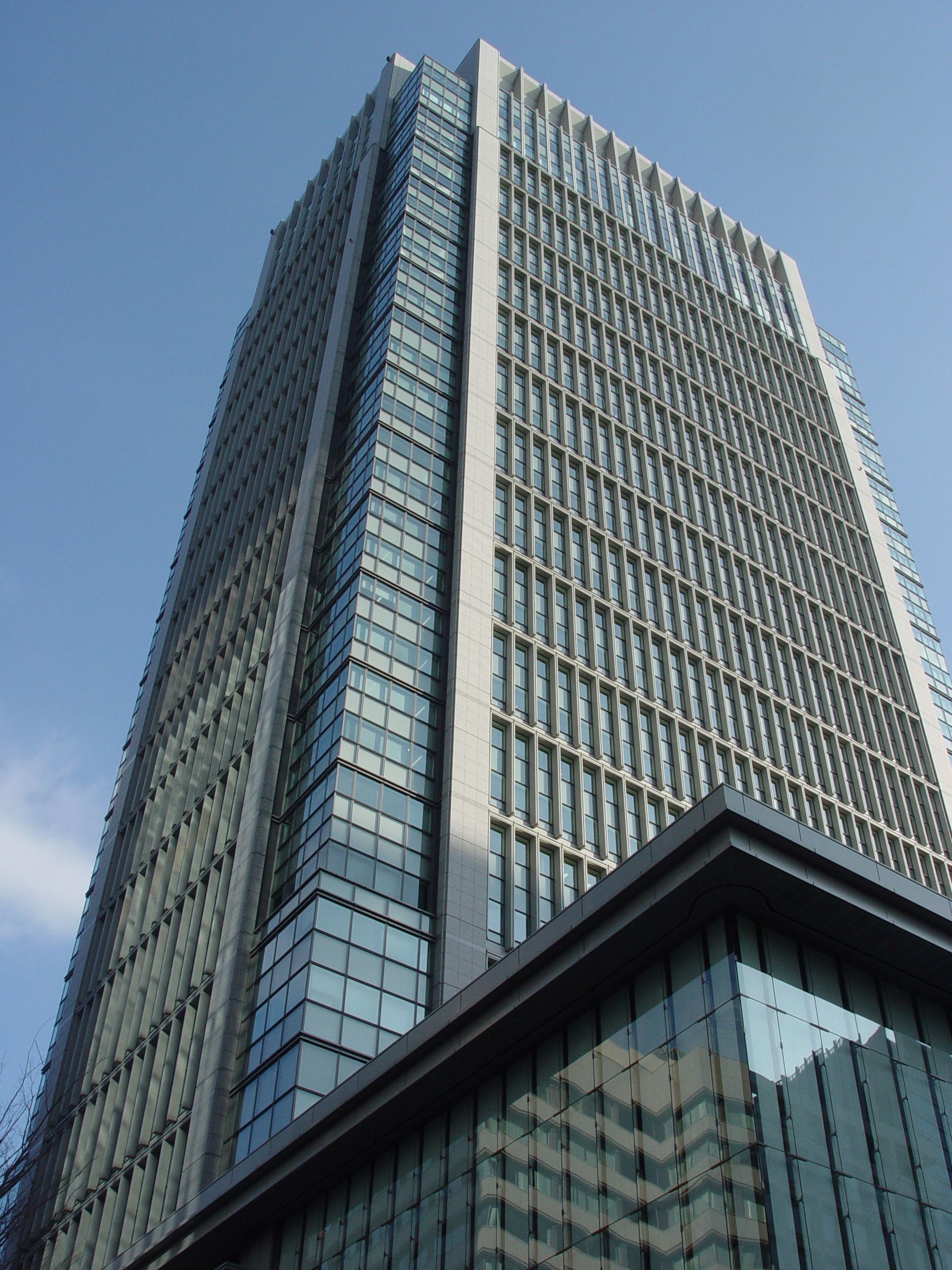
2005

L'agence pour les Affaires culturelles (文化庁, bunkachō) est une administration japonaise dépendant du ministère de l'Éducation, de la Culture, des Sports, des Sciences et de la Technologie, dont le rôle est la promotion et la protection du patrimoine culturel, de la culture et des arts du Japon. Elle résulte de la fusion le 15 juin 1968 du bureau des Affaires culturelles du ministère de l'Éducation et de la commission chargée de la protection du patrimoine. Son périmètre est défini par la loi sur la protection du patrimoine de 1950. Elle est dirigée par le commissaire aux Affaires culturelles (Shun'ichi Tokura depuis 2021).

## Histoire
Le 30 mai 1950, le ministère de l'Éducation promulgue, par ordonnance, la loi sur la protection des biens culturels (文化財保護法, bunkazai hogohō), qui entre en vigueur le mois suivant. Il crée, dans la foulée, un nouveau service : le comité national pour la protection des biens culturels, chargé de mettre en œuvre la nouvelle politique patrimoniale de l'État, dirigé par le Premier ministre du Japon de l'époque : Shigeru Yoshida,. En 1968, le ministère de l'Éducation dissout le comité national pour la protection des biens culturels et crée l'agence pour les Affaires culturelles,.
En 2016, le gouvernement japonais décide de transférer le bureau du commissaire de l'agence et cinq de ses neuf divisions de Tokyo à Kyoto, soit environ 70 % du personnel de l'agence, d'ici le 15 mai 2023,.

## Structure administrative
L'agence est composée de trois divisions principales : le secrétariat, le département des Affaires culturelles et le département du patrimoine culturel. Le département des Affaires culturelles est chargé de la promotion des arts, de la culture, des langues de l'archipel et des traditions religieuses, tandis que le département du patrimoine culturel gère la désignation et l'administration des biens culturels matériels et immatériels (notamment des trésors nationaux), ainsi que le subventionnement des restaurations. L'agence inclut aussi l'Académie japonaise des arts et plusieurs commissions de spécialistes chargées de mener des missions d'études.
Quatre administrations indépendantes relèvent également du champ de l'agence : l'Institut national pour l'héritage culturel qui administre les quatre musées nationaux du pays (à Tokyo, Kyoto, Nara et Kyūshū), les instituts nationaux de recherche sur le patrimoine de Tokyo et Nara et le centre international de recherche sur le patrimoine culturel immatériel de la région Asie-Pacifique ; les musées nationaux d'art (musée d'art moderne de Tokyo et de Kyoto, musée national d'art occidental, musée national d'art d'Osaka et centre national d'art de Tokyo) ; le Conseil des arts du Japon qui regroupe notamment les théâtres nationaux (théâtre national du Japon, nouveau théâtre national de Tokyo, théâtre national du nō, théâtre national de bunraku et théâtre national d'Okinawa) ; le musée national de la nature et des sciences.

## À voir aussi